# Meilenstein (Ottersleben)

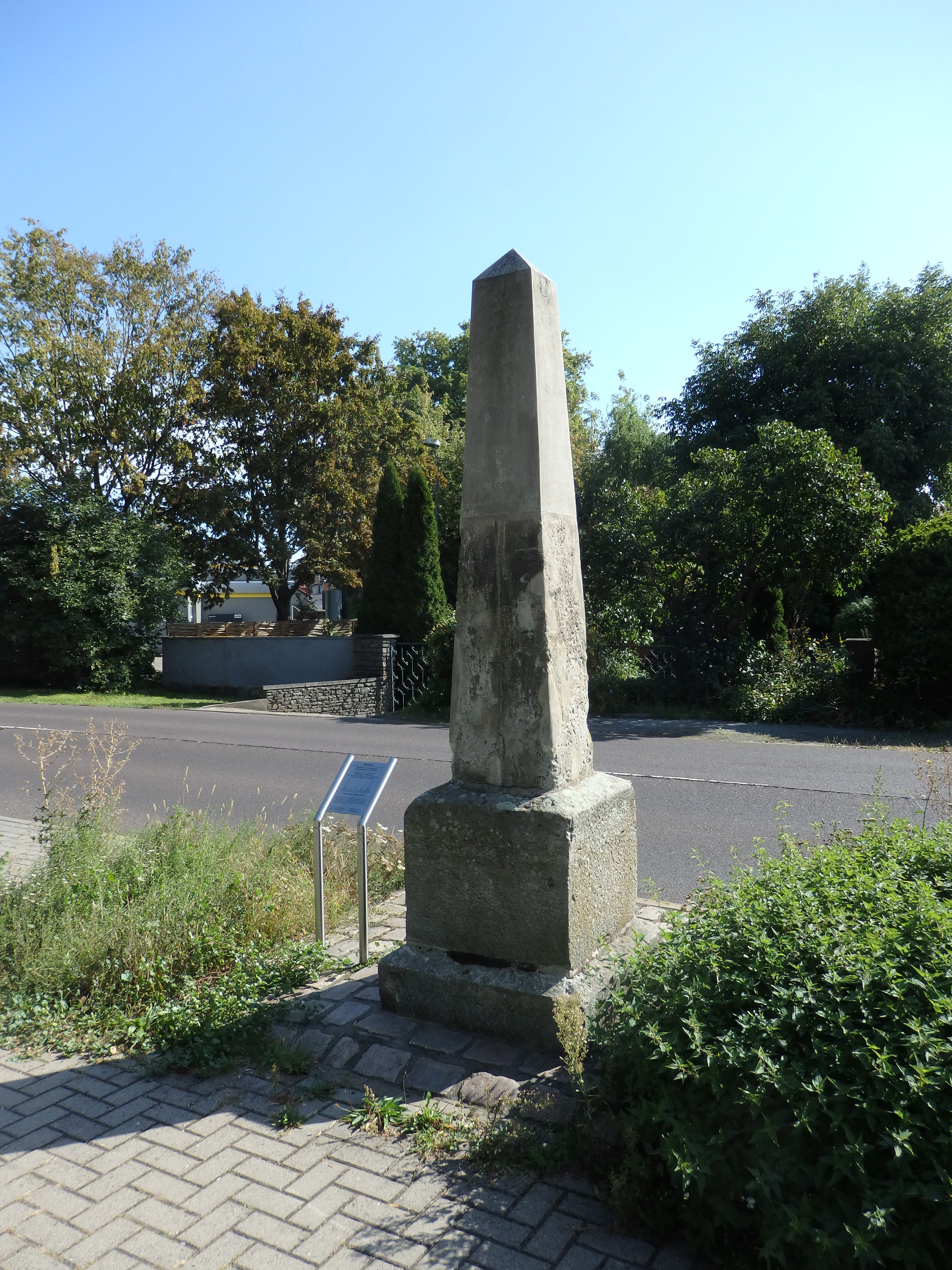
Preußischer Ganzmeilenstein in Magdeburg-Ottersleben (Zustand ab 2017)

Der Meilenstein in Ottersleben ist ein denkmalgeschützter Meilenstein in Magdeburg in Sachsen-Anhalt. Er befindet sich auf einem Grünstreifen an der Nordseite der Wanzleber Chaussee im Magdeburger Stadtteil Ottersleben.
Errichtet wurde der preußische Ganzmeilenstein auf Anweisung des Generalpostamtes in der Zeit um 1803/1804 an der damaligen Poststraße Magdeburg–Wanzleben–Halberstadt am Ortsausgang von Ottersleben. Ihr Nullpunkt war der Magdeburger Reiter auf dem Alten Markt in Magdeburg. Eine preußische Meile ist 7,532 Kilometer lang und so markiert dieser Distanzstein diese erste Meile. Bis zur Abzweigung von dieser teilt sich die Chaussee die Wegstrecke mit der Leipziger Straße, der ab 1788 entstandenen alten Chaussee von Magdeburg über Halle (Saale) nach Leipzig, an der ebenso Meilensteine erhalten sind (z. B. der Ganzmeilenobelisk im Stadtteil Beyendorfer Grund), wie an der bis zum Jahr 1828 erbauten Chaussee über Egeln nach Halberstadt  (z. B. der Halbmeilenstein in Langenweddingen), die in Ottersleben abzweigt.
Im örtlichen Denkmalverzeichnis ist der Distanzstein unter der Nummer 094 06244 als Baudenkmal verzeichnet. Er ist einer von drei erhaltenen Meilensteinen entlang dieser Strecke. Man hielt den Postmeilenstein lange für einen Halbmeilenstein, da er ein ungewöhnliches Aussehen besaß. Bis zum Jahr 1995 waren überhaupt nur zwei der drei erhaltenen Bestandteile erkennbar, da der Rest vermutlich durch Baumaßnahmen verschüttet worden war. Mit der Anhebung wurde ersichtlich, dass der vermeintliche Sockel in Wahrheit nur der Mittelteil war und sich der Sockel darunter befand.
Im Jahr 2017 wurde der Stein auf Betreiben der Ottersleber Vereine Bürger für Ottersleben und Heimatverein Ottersleben in seinen ursprünglichen Ausmaßen wiederhergestellt. Er wurde am 30. Mai 2017 abgebaut und eine Steinmetzfirma entfernte die nicht zum ursprünglichen Stein gehörende Spitze und setzte den fehlenden Obelisk auf. Am 28. August 2017 wurde der Stein wieder aufgestellt. Neben den Stein stellte man eine Erläuterungstafel der Forschungsgruppe Meilensteine mit den wichtigsten Daten zu Stein, Straße und deren Ausstattung.